# Jack Grealish
Jack Peter Grealish (sinh ngày 10 tháng 9 năm 1995) là một cầu thủ bóng đá chuyên nghiệp người Anh hiện đang thi đấu ở vị trí tiền vệ cánh hoặc tiền vệ tấn công cho câu lạc bộ Premier League Everton, theo dạng cho mượn từ câu lạc bộ Premier League Manchester City và đội tuyển bóng đá quốc gia Anh.
Grealish gia nhập Aston Villa khi mới 6 tuổi, và ra mắt câu lạc bộ vào tháng 5 năm 2014, sau khi được cho mượn tại Notts County. Năm 2021, Grealish ký hợp đồng với Manchester City trong một hợp đồng chuyển nhượng trị giá 100 triệu bảng, khiến anh trở thành cầu thủ người Anh đắt giá nhất từ trước đến nay. Trong mùa giải đầu tiên của mình với câu lạc bộ, anh giành được chức vô địch Premier League trước khi đạt được cú ăn ba ở mùa giải tiếp theo.
Sinh ra ở Anh và có tổ tiên là người Ireland, Grealish đủ điều kiện để đại diện cho Anh hoặc Cộng hòa Ireland trên trường quốc tế, Grealish đã được khoác áo Cộng hòa Ireland cho đến cấp độ U-21 trước khi xác nhận quyết định thi đấu cho đội tuyển Anh vào tháng 4 năm 2016. Anh ấy đã thi đấu cho U-21 Anh lần đầu tiên vào tháng 5 năm 2016, vô địch Giải đấu Toulon 2016. Anh đã đại diện cho Đội tuyển Anh tham dự UEFA Euro 2020 và FIFA World Cup 2022.

## Đầu đời
Grealish sinh ra ở Birmingham, West Midlands và lớn lên ở Solihull cách đó không xa. Anh theo học tại trường tiểu học Công giáo Rôma Đức Mẹ thương sót và trung học Công giáo Rôma Thánh Phêrô ở Solihull.
Anh là người gốc Ireland khi ông ngoại là ở Dublin, ông nội tới từ thị trấn Gort ở Galway và bà nội anh tới từ Sneem, Kerry. Chịu ảnh hưởng bởi nguồn gốc Ireland nên anh đã chơi bóng đá Gaelic cho Câu lạc bộ bóng gậy cong John Mitchel của Warwickshire GAA trong độ tuổi từ 10 đến 14. Anh từng thi đấu với cựu cầu thủ của Aston Villa Ladies và Birmingham City Ladies là hậu vệ Aoife Mannion, bạn học của anh, tại bóng đá Gaelic. Vào ngày 4 tháng 8 năm 2009, Grealish đã ghi một điểm cho Warwickshire GAA tại sân vận động Croke Park trong nửa thời gian của trận tứ kết Giải vô địch bóng đá trẻ toàn Ireland 2009 giữa Dublin và Kerry.
Ông cố của anh là Billy Garraty cũng là một cầu thủ bóng đá từng khoác áo Aston Villa giành chức vô địch Cúp FA 1905.

## Sự nghiệp câu lạc bộ

### Aston Villa

#### 2012–13: Thành công ở học viện
Là một người hâm mộ Aston Villa, anh đã gia nhập lò đào tạo của câu lạc bộ khi mới chỉ 6 tuổi. Mười năm sau, anh là cầu thủ dự bị trong trận thua 2-4 trên sân nhà trước Chelsea F.C. tại Giải ngoại hạng Anh vào ngày 31 tháng 3 năm 2012. Grealish là thành viên của đội U-19 giành chức vô địch NextGen Series 2012-13, một giải đấu quy tụ rất nhiều câu lạc bộ trẻ khắp châu Âu. Anh có bàn thắng trong trận gặp U-19 Sporting CP ở bán kết.

#### 2013–14: Cho mượn tại Notts County

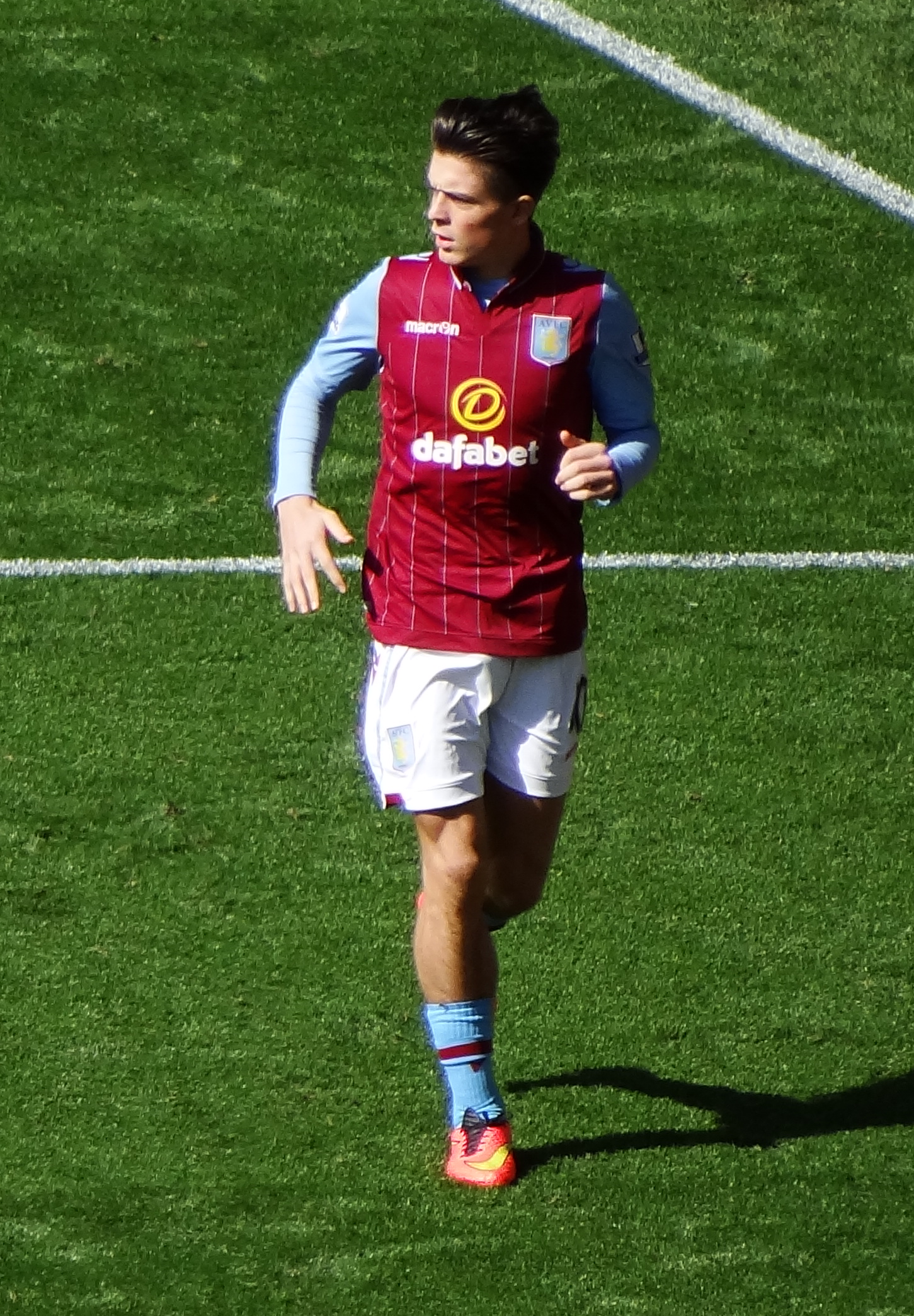
Jack Grealish thi đấu cho Aston Villa vào năm 2014

Vào ngày 13 tháng 9 năm 2013, Grealish gia nhập câu lạc bộ League One Notts County theo dạng cho mượn đến ngày 13 tháng 1 năm 2014. Anh có lần đầu tiên thi đấu chuyên nghiệp vào ngay ngày hôm sau, khi vào sân thay thế ở phút thứ 59 cho David Bell trong chiến thắng 3–1 trước Milton Keynes Dons. Vào ngày 7 tháng 12, anh đã ghi bàn thắng đầu tiên trong sự nghiệp khi đi bóng qua ba hậu vệ để ghi bàn thắng cuối cùng trong chiến thắng 3-1 trước Gillingham ngay tại sân nhà Meadow Lane, và sau đó một tuần trong bàn thắng mở màn chiến thắng 4-0 trước Colchester United. Anh sau đó được Notts County gia hạn vào ngày 17 tháng 11 năm 2014 cho đến cuối mùa. Kết thúc thời gian thi đấu ở Notts County, Grealish ghi được 5 bàn thắng và có 7 pha kiến tạo trong 38 lần ra sân.

#### 2014–15: Phát triển và trưởng thành
Trở lại câu lạc bộ chủ quản, anh có màn ra mắt vào ngày 7 tháng 5 khi vào sân ở phút thứ 88 thay cho Ryan Bertrand trong trận thua 4-0 trước Manchester City ở Premier League.
Vào tháng 5 năm 2014, Grealish thi đấu tại giải Thất hùng Hong Kong và kết thúc giải với tư cách là vua phá lưới với 6 bàn thắng. Với việc hợp đồng sắp hết hạn vào mùa hè năm 2015, anh được câu lạc bộ đề nghị một bản hợp đồng mới có thời hạn 4 năm vào tháng 9 năm 2014. Ngày 14 tháng 10, Grealish đã ký hợp đồng mới có thời hạn 4 năm với Aston Villa.. Grealish có trận đấu đầu tiên tại vòng ba FA Cup vào ngày 4 tháng 1 năm 2015 trong chiến thắng 1–0 trước Blackpool ngay trên sân nhà. Anh đã thi đấu được 75 phút trước khi được thay ra cho Andreas Weimann. Vào ngày 7 tháng 3 năm 2022, tại vòng thứ sáu FA Cup, trong chiến thắng 2–0 trước West Brom Grealish đã vào sân thay cho Charles N'Zogbia ở phút thứ 74 và anh đã phải nhận tấm thẻ vàng thứ 2 do lỗi ăn vạ ở phút bù giờ và bị đuổi khỏi sân. Grealish ra sân trong trận đấu đầu tiên của Aston Villa tại Premier League trong trận hòa 3–3 với Crystal Palace và ở trận đấu đó màn trình diễn của anh được đánh giá cao. Trong trận bán kết FA Cup với Liverpool tại Sân vận động Wembley, Grealish đã đóng góp trong cả hai bàn thắng của Aston Villa giúp họ lội ngược dòng Liverpool và tiến vào trận chung kết. Vào ngày 30 tháng 5 năm 2015, Grealish đã chơi trọn vẹn 90 phút trong trận chung kết FA Cup với Arsenal và họ đã để thua với tỉ số 4–0. Ở mùa giải mới, Grealish đã ghi bàn thắng đầu tiên cho Aston Villa vào ngày 13 tháng 9 năm 2015 với một cú sút xa 20 yard để mở tỉ số trước Leicester City nhưng Aston Villa đã để thua 3–2 trên sân khách. 

#### 2016–19: Chấn thương và lấy lại phong độ
Vào ngày 7 tháng 1 năm 2016, huấn luyện viên trưởng của Leeds United Steve Evans nói rằng Aston Villa đã từ chối lời đề nghị cho mượn Grealish. Aston Villa đã kết thúc mùa giải 2015–16 với vị trí chót bảng, Grealish đã đá chính 16 trận và tất cả đều thua, phá kỉ lục về mùa giải tệ nhất trước đó do Sean Thornton của Sunderland nắm giữ. Vào tháng 10, anh bị treo giò 3 trận do bị cáo buộc có hành vi bạo lực sau pha đạp vào Cornor Coady trong trận hòa 1–1 với Wolves. Vào ngày 29 tháng 7 năm 2017, trong trận giao hữu sau mùa giải với Watford, trong khi tranh bóng trên không gần vòng cấm Watford, anh đã va chạm với tiền vệ Tom Cleverley của Watford . Vụ va chạm đã khiến anh được đưa đến bệnh viện Heartlands ở Birmingham để tiến hành phẫu thuật. Sau đó, người ta tiết lộ rằng anh đã bị Cleverley thúc cùi chỏ khiến thận của anh bị vỡ và khiến anh phải ngồi ngoài vài tháng khi bình phục. Trong một cuộc phỏng vấn với The Mirror vào tháng 5 năm 2018, anh tiết lộ rằng vết thương có thể nguy hiểm đến tính mạng.
Vào ngày 10 tháng 3 năm 2019, Grealish bị một kẻ xâm phạm và hành hung trong trận derby với Birmingham. Phút 67 của hiệp 2, Grealish đã ghi bàn thắng duy nhất của trận đấu giúp Aston Villa dành chiến thắng 1–0. Một người đàn ông 27 tuổi tới từ Rubery đã bị bắt với tội danh xâm phạm và hành hung, anh ta đã nhận tội và bị tống vào tù trong 14 tuần. Grealish là đội trưởng của đội bóng từ tháng 3 trở đi, khoảng thời gian chứng kiến họ lập kỉ lục mới của câu lạc bộ với 10 trận thắng liên tiếp. Với phong độ này, họ đã có được một suất tham dự play-off và dành chiến thắng trước West Brom và Derby County để thăng hạng lên Premier League sau 3 năm vắng bóng. Bàn thắng đầu tiên của Grealish ở mùa giải 2019–20 đến ở vòng hai của EFL Cup trước Crewe Alexandra vào ngày 27 tháng 8 năm 2019. Bàn thắng đầu tiên của anh tại Premier League mùa giải mới là bàn thắng vào lưới Norwich trong chiến thắng 5–1. Kết quả này đã đưa câu lạc bộ ra khỏi nhóm ba đội cuối bảng và vượt qua đối thủ của họ trên bảng xếp hạng Premier League.

#### 2020–21: Bùa hộ mệnh của câu lạc bộ và thành công cá nhân
Grealish là cầu thủ bị phạm lỗi nhiều nhất trong một mùa giải Premier League với 167 lần phạm lỗi xuyên suốt mùa giải 2019–20. Ở vòng đấu cuối cùng, Grealish đã ghi bàn trong trận hòa 1–1 trước West Ham giúp Aston Villa tránh khỏi việc bị xuống hạng. Tại lễ trao giải cuối mùa giải của câu lạc bộ, Grealish được bầu chọn là cầu thủ xuất sắc nhất mùa của Aston Villa và anh cũng kết thúc mùa giải với tư cách là tay săn bàn hàng đầu của đội bóng với 8 bàn bàn thắng tại Premier League và 10 bàn thắng trên mọi đấu trường. 
Vào ngày 15 tháng 9 năm 2020, Grealish đã ký hợp đồng mới có thời hạn 5 năm đến năm 2025 với Aston Villa. Anh ghi bàn thắng đầu tiên trong mùa giải mới ở trận đấu thứ hai của Aston Villa vào ngày 28 tháng 9 với đội mới lên hạng Fulham trong chiến thắng 3–0. Vào ngày 4 tháng 10, anh đã ghi hai bàn bàn thắng và đóng góp ba đường kiến tạo trong chiến thắng 7–2 trên sân nhà trước Liverpool. Đây là thất bại nặng nề nhất của Liverpool trong 57 năm và là lần đầu tiên trong lịch sử Premier League một nhà đương kim vô địch bị thủng lưới 7 bàn trong một trận đấu. Gần một tháng sau, Grealish mới ghi bàn trở lại trong trận đấu với Southampton ở phút bù giờ 90+7 nhưng Aston Villa vẫn phải chịu trận thua 3–4 ngay trên sân nhà. 

### Manchester City

#### 2021–22: Chuyển nhượng và ra mắt

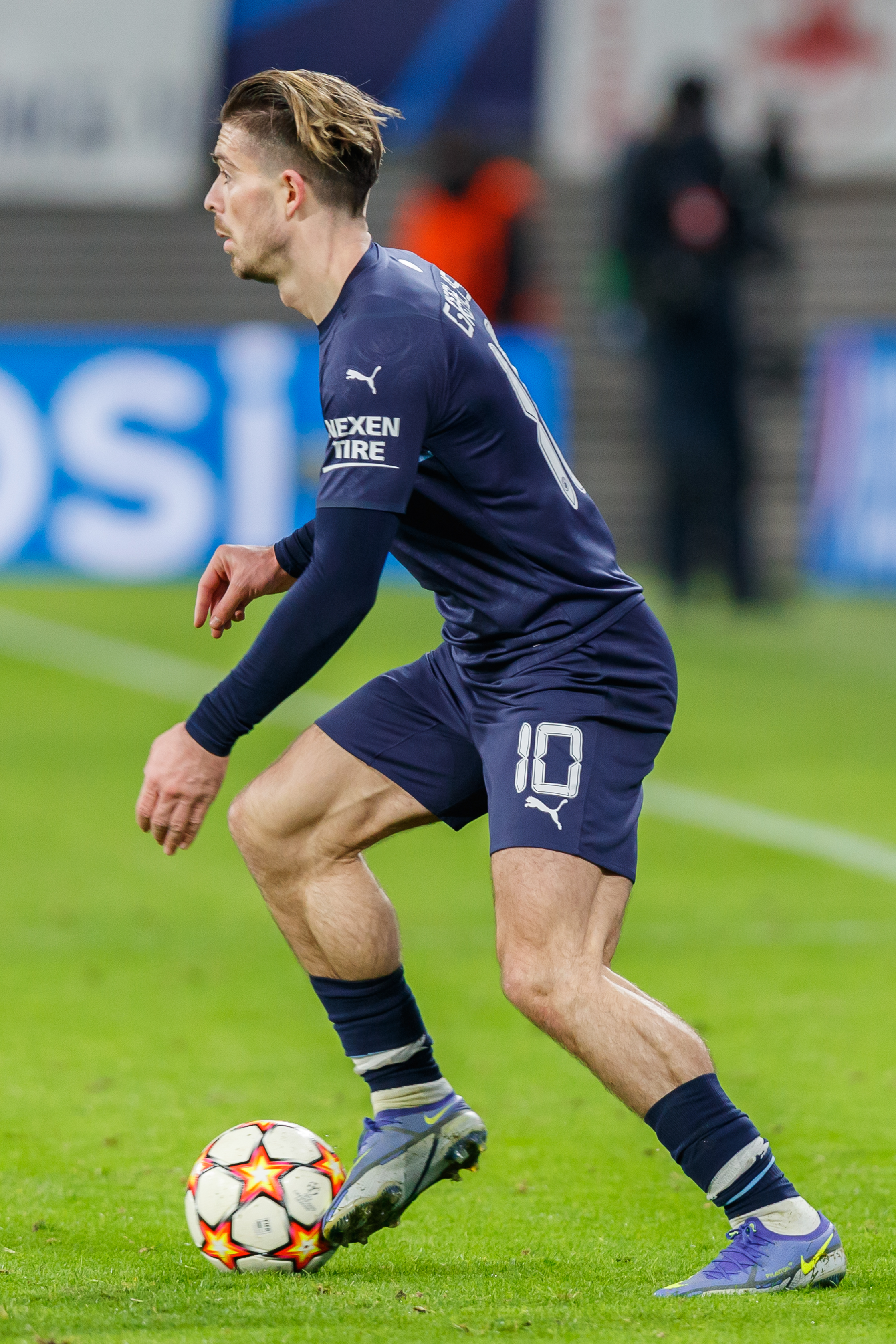
Jack Grealish thi đấu cho Manchester City năm 2021

Vào ngày 5 tháng 8 năm 2021, Manchester City thông báo rằng họ đã ký hợp đồng với Grealish, hợp đồng có thời hạn sáu đến năm 2027. Nhiều nguồn tin đưa tin rằng phí chuyển nhượng phải trả cho Aston Villa là 100 triệu bảng. Điều đó giúp Grealish trở thành thương vụ chuyển nhượng đắt giá nhất từ trước đến nay đối với một cầu thủ Anh và cũng là mức phí cao nhất mà một câu lạc bộ Anh từng trả. Ở đây anh được trao chiếc áo số 10 của huyền thoại Sergio Agüero để lại.. Grealish có trận ra mắt cho Man City trong trận thua 0–1 trước Tottenham Hotspur trong ngày thi đấu đầu tiên của Giải bóng đá Ngoại hạng Anh 2021–22. Vào ngày 21 tháng 8, Grealish ghi bàn thắng đầu tiên cho câu lạc bộ trong chiến thắng 5–0 trước Norwich City. Anh ghi bàn trong trận ra mắt Champions League vào ngày 15 tháng 9, giúp Man City dẫn trước 4–2 trong chiến thắng chung cuộc 6–3 trên sân nhà trước RB Leipzig trong trận mở màn vòng bảng, anh cũng đã đóng góp một kiến tạo giúp Nathan Aké ghi bàn thắng mở tỷ số cho Man City. Vào tháng 12 năm 2021, Grealish cùng đồng đội của anh Phil Foden bị loại trong trận đấu với Newcastle do đi hộp đêm. Khoảng thời gian ở Manchester City mùa giải đó, Grealish thừa nhận rằng việc thích nghi với lối chơi của câu lạc bộ khó khăn hơn nhiều so với anh tưởng, mặc dù huấn luyện viên Pep Guardiola tin rằng anh đang hoàn thành xuất sắc vai trò của mình. Grealish sau đó đã được Kevin De Bruyne bảo vệ trước những lời chỉ trích, anh đã bày tỏ niềm tin của mình rằng Grealish là mục tiêu dễ dàng bị chỉ trích vì sự chú ý của giới truyền thông đối với các cầu thủ Anh.

#### 2022–23: Đột phá và cú ăn ba châu Âu
Pep Guardiola về màn trình diễn của Jack Grealish mùa giải 2022–23
Vào ngày 15 tháng 2 năm 2023, Grealish ghi bàn trong chiến thắng 1–3 trước đội đầu bảng Arsenal để vượt qua họ trong cuộc đua giành chức vô địch Premier League. Grealish được khen ngợi rất nhiều sau màn trình diễn trước Liverpool vào ngày 1 tháng 4 năm 2023, trận đấu mà Manchester City đã giành chiến thắng 4–1 sau khi dẫn trước một bàn. Trong trận đấu này, Grealish đã ghi bàn và cũng có một pha kiến tạo cho Julián Álvarez mở tỷ số. Vào ngày 22 tháng 2 năm 2023, Grealish kiến tạo cho Riyad Mahrez ghi bàn cho Man City vào lưới RB Leipzig ở vòng 16 đội UEFA Champions League 2022–23 và sau đó anh được ca ngợi bởi Rio Ferdinand và Owen Hargreaves. Sau trận hòa 1–1 trước Real Madrid ở trận lượt đi vòng bán kết UEFA Champions League 2022–23 vào ngày 9 tháng 5 năm 2023, Grealish đã ghi lại một tin nhắn cho một cổ động viên ốm yếu của Manchester City, Rob Harmston, để gửi "tình yêu và sự hỗ trợ". Sau trận đấu đó, nó được thống kê rằng Grealish đã tạo ra 35 cơ hội trong một mùa giải của Champions League: con số nhiều nhất từng được ghi nhận bởi một cầu thủ Anh. Vào ngày 17 tháng 5 năm 2023, Grealish là cầu thủ nổi bật khi Manchester City đánh bại Real Madrid 4–0 tại Sân vận động Etihad trong trận lượt về vòng bán kết UEFA Champions League 2022–23. Vào ngày 20 tháng 5 năm 2023, Grealish vô địch Premier League sau khi Arsenal để thua 0–1 trước Nottingham Forest và Man City đã nâng cao chiếc cúp ngay ngày hôm sau. Vào ngày 3 tháng 6 năm 2023, Grealish giành chiến thắng trong trận chung kết Cúp FA trước Manchester United. Grealish sau đó nói rằng thành tích này là "thứ mà bạn mơ ước khi còn là một đứa trẻ". Vào ngày 10 tháng 6 năm 2023, Grealish giành chức vô địch trong trận chung kết UEFA Champions League gặp Inter Milan với tỷ số 1-0. Trong một cuộc phỏng vấn sau trận đấu, Grealish cho biết thành tích này là "những gì bạn làm việc cả đời để đạt được" và gọi huấn luyện viên Pep Guardiola của mình là một "thiên tài". Người ta thấy Grealish sau một ngày đêm tiệc tùng, loạng choạng xuống máy bay có vẻ như say xỉn và thiếu ngủ. Sau đó, người ta nhìn thấy anh ấy đang ăn mừng, vẫn còn nguyên bộ quần áo, chỉ vài giờ trước lễ diễu hành cú ăn ba của Manchester City. Trong cuộc diễu hành cú ăn ba này, Grealish cũng được giới truyền thông nhận định là rất thích bản thân.
Sau mùa giải 2022–23, khi anh giành cú ăn ba, có ý kiến cho rằng Grealish có thể trở thành ứng cử viên tiềm năng cho danh hiệu Quả bóng vàng. Grealish được các nhà phê bình khen ngợi vì đóng góp to lớn vào thành công của Manchester City. Các nhà phân tích và bình luận cho rằng nhờ phong độ phong phú của Grealish mà anh ấy đã hòa nhập thành công vào câu lạc bộ và xứng đáng với mức giá của mình. Bản thân Grealish nhận xét rằng giờ đây anh ấy cảm thấy "giống như một trong những cầu thủ trụ cột [của Manchester City]" và anh ấy đang ở giai đoạn mà anh ấy "là người khỏe mạnh nhất... [anh ấy] từng có".

## Thống kê sự nghiệp

### Câu lạc bộ
Tính đến ngày 20 tháng 5 năm 2025
| Câu lạc bộ          | Mùa giải            | Giải đấu            | Giải đấu | Giải đấu | FA Cup | FA Cup | EFL Cup | EFL Cup | Châu Âu | Châu Âu | Khác | Khác | Tổng cộng | Tổng cộng |
| Câu lạc bộ          | Mùa giải            | Hạng đấu            | Trận     | Bàn      | Trận   | Bàn    | Trận    | Bàn     | Trận    | Bàn     | Trận | Bàn  | Trận      | Bàn       |
| ------------------- | ------------------- | ------------------- | -------- | -------- | ------ | ------ | ------- | ------- | ------- | ------- | ---- | ---- | --------- | --------- |
| Aston Villa         | 2013–14             | Premier League      | 1        | 0        | —      | —      | 0       | 0       | —       | —       | —    | —    | 1         | 0         |
| Aston Villa         | 2014–15             | Premier League      | 17       | 0        | 6      | 0      | 1       | 0       | —       | —       | —    | —    | 24        | 0         |
| Aston Villa         | 2015–16             | Premier League      | 16       | 1        | 2      | 0      | 3       | 0       | —       | —       | —    | —    | 21        | 1         |
| Aston Villa         | 2016–17             | Championship        | 31       | 5        | 1      | 0      | 1       | 0       | —       | —       | —    | —    | 33        | 5         |
| Aston Villa         | 2017–18             | Championship        | 27       | 3        | 1      | 0      | 0       | 0       | —       | —       | 3    | 0    | 31        | 3         |
| Aston Villa         | 2018–19             | Championship        | 31       | 6        | 0      | 0      | 1       | 0       | —       | —       | 3    | 0    | 35        | 6         |
| Aston Villa         | 2019–20             | Premier League      | 36       | 8        | 0      | 0      | 5       | 2       | —       | —       | —    | —    | 41        | 10        |
| Aston Villa         | 2020–21             | Premier League      | 26       | 6        | 0      | 0      | 1       | 1       | —       | —       | —    | —    | 27        | 7         |
| Aston Villa         | Tổng cộng           | Tổng cộng           | 185      | 29       | 10     | 0      | 12      | 3       | 0       | 0       | 6    | 0    | 213       | 32        |
| Notts County (mượn) | 2013–14             | League One          | 37       | 5        | 1      | 0      | —       | —       | —       | —       | 1    | 0    | 39        | 5         |
| Manchester City     | 2021–22             | Premier League      | 26       | 3        | 4      | 2      | 1       | 0       | 7       | 1       | 1    | 0    | 39        | 6         |
| Manchester City     | 2022–23             | Premier League      | 28       | 5        | 5      | 0      | 3       | 0       | 13      | 0       | 1    | 0    | 50        | 5         |
| Manchester City     | 2023–24             | Premier League      | 20       | 3        | 3      | 0      | 1       | 0       | 8       | 0       | 4    | 0    | 36        | 3         |
| Manchester City     | 2024–25             | Premier League      | 20       | 1        | 5      | 1      | 1       | 0       | 6       | 1       | 0    | 0    | 32        | 3         |
| Manchester City     | Tổng cộng           | Tổng cộng           | 94       | 12       | 17     | 3      | 6       | 0       | 34      | 2       | 6    | 0    | 157       | 17        |
| Everton (mượn)      | 2025–26             | Premier League      | 0        | 0        | 0      | 0      | 0       | 0       | —       | —       | 0    | 0    | 0         | 0         |
| Tổng cộng sự nghiệp | Tổng cộng sự nghiệp | Tổng cộng sự nghiệp | 316      | 46       | 28     | 3      | 18      | 3       | 34      | 2       | 13   | 0    | 409       | 54        |

1. 1 2  Số lần ra sân tại Championship play-offs
2. ↑  Ra sân tại Football League Trophy
3. 1 2 3 4  Số lần ra sân tại UEFA Champions League
4. 1 2  Ra sân tại FA Community Shield
5. ↑  Một lần ra sân tại FA Community Shield, một lần ra sân tại UEFA Super Cup, hai lần ra sân tại FIFA Club World Cup

### Quốc tế
Tính đến ngày 13 tháng 10 năm 2024
| Đội tuyển quốc gia | Năm       | Trận | Bàn |
| ------------------ | --------- | ---- | --- |
| Anh                | 2020      | 4    | 0   |
| Anh                | 2021      | 13   | 1   |
| Anh                | 2022      | 12   | 1   |
| Anh                | 2023      | 6    | 0   |
| Anh                | 2024      | 4    | 2   |
| Tổng cộng          | Tổng cộng | 39   | 4   |

Tính đến ngày 13 tháng 10 năm 2024
Bàn thắng và kết quả của Anh được để trước
| # | Ngày                 | Địa điểm                                         | Số trận | Đối thủ          | Bàn thắng | Kết quả | Giải đấu                      |
| - | -------------------- | ------------------------------------------------ | ------- | ---------------- | --------- | ------- | ----------------------------- |
| 1 | 9 tháng 10 năm 2021  | Sân vận động Quốc gia, Andorra la Vella, Andorra | 16      | Andorra          | 5–0       | 5–0     | Vòng loại FIFA World Cup 2022 |
| 2 | 21 tháng 11 năm 2022 | Sân vận động Quốc tế Khalifa, Doha, Qatar        | 25      | Iran             | 6–1       | 6–2     | FIFA World Cup 2022           |
| 3 | 7 tháng 9 năm 2024   | Sân vận động Aviva, Dublin, Cộng hoà Ireland     | 37      | Cộng hòa Ireland | 2–0       | 2–0     | UEFA Nations League 2024–25   |
| 4 | 13 tháng 10 năm 2024 | Sân vận động Olympic, Helsinki, Phần Lan         | 39      | Phần Lan         | 1–0       | 3–1     | UEFA Nations League 2024–25   |

## Danh hiệu

### Câu lạc bộ
Đội trè Aston Villa
- NextGen Series: 2012–13[16]

Aston Villa
- EFL Championship play-offs: 2019[42]
- FA Cup á quân: 2014–15[43]
- EFL Cup á quân: 2019–20[44]

Manchester City
- Premier League: 2021–22, 2022–23,[3] 2023–24
- FA Cup: 2022–23[45]
- FA Community Shield: 2024
- UEFA Champions League: 2022–23[46]
- UEFA Super Cup: 2023
- FIFA Club World Cup: 2023

### Quốc tế
U21 Anh
- Toulon Tournament: 2016